# موس برغر
موس برغر (モスバーガー، Mosu bāgā؟)، (اليابانية، «موس» [mosɯ̥] أو «الجبل المحيط الشمس»)، وهو مطعم الوجبات السريعة سلسلة (سريع عارضة) التي نشأت في اليابان. وهي الآن ثاني أكبر شركة للوجبات السريعة في اليابان بعد امتياز ماكدونالدز، وتملك العديد من منافذ البيع في الخارج الأكثر في شرق آسيا، بما في ذلك تايوان، سنغافورة، هونغ كونغ، تايلاند، إندونيسيا، هاواي حتى عام 2005. تأسست في عام 1972.